# Zhang Jinyan
Pour les articles homonymes, voir Zhang.
Dans ce nom chinois, le nom de famille, Zhang, précède le nom personnel.
Zhang Jinyan, né le 10 juillet 2005,, est un coureur cycliste chinois. Il participe à des compétitions sur route et sur piste.

## Biographie
En 2024, Zhang Jinyan intègre l'équipe continentale Bodywrap. Avec la délégation nationale chinoise, il se classe deuxième de la poursuite par équipes aux championnats d'Asie. Il représente également son pays dans cette discipline aux championnats du monde sur piste. 

## Palmarès sur piste

### Championnats d'Asie
- New Delhi 2024
  -  Médaillé d'argent de la poursuite par équipes